# Pau Joan Hernández de Fuenmayor
Pau Joan Hernández i de Fuenmayor (Barcelona, 1967) és un novel·lista, traductor, i crític literari català. Ha traduït més de 300 obres i publicat una trentena de llibres, principalment per a infants i joves. Va debutar a la literatura amb la novel·la juvenil Tot et serà pres (1986) i posteriorment es va orientar cap a la narrativa fantàstica, amb títols com L'ombra del Stuka (1998), guanyador del Premi Crítica Serra d'Or. A més de la seva producció narrativa, ha publicat reculls de poesia i ha traduït obres al castellà, l'èuscar i el gallec. Va rebre el Premi Crítica Serra d'Or de Traducció (2008) per Les benignes de Jonathan Littell. i el Premi PEN Català de Traducció (2024) per la seva traducció de Materials de construcció d’Eider Rodríguez. Ha col·laborat a diverses revistes i ha estat crític literari al Diari de Barcelona i a l'Avui. Soci de l'Associació d'Escriptors en Llengua Catalana, també ha impartit classes a la Universitat Autònoma de Barcelona (UAB) i ha estat inclòs en l’Organització Internacional per al Llibre Juvenil (IBBY) i al Banco del Libro de Veneçuela.